# Millersburg (Kentucky)
Millersburg – miasto w Stanach Zjednoczonych, w stanie Kentucky, w hrabstwie Bourbon.